# Troglohyphantes tauriscus
Troglohyphantes tauriscus là một loài nhện trong họ Linyphiidae.
Loài này thuộc chi Troglohyphantes. Troglohyphantes tauriscus được Konrad Thaler miêu tả năm 1982.